# PZL.43 Czajka
PZL.43 Czajka (пол. PZL.43 Чайка), известный также как P.43 — польский одномоторный самолёт-бомбардировщик, состоявший на вооружении ВВС Польши, Болгарии и Германии. Выпускался под индексами P-42 и P-43 (в вариантах P.43A и P.43B).

## Зарождение идеи
После появления на вооружении ВВС Польши одного из лучших польских самолётов в истории PZL.23 Karaś польские авиаконструкторы начали проектировать модификации этого самолёта, желая не отставать по показателям бомбардировщиков от СССР и Германии. Серия модернизаций этого самолёта привела к созданию варианта P.42, переделанного из первого опытного P.23/I.

## Описание самолёта
Отличительной чертой P.42 можно было назвать разнесенное двухкилевое оперение и небольшие внешние улучшения, которые были связаны с облагораживанием аэродинамических качеств. Впоследствии результаты, полученные при его испытаниях, были востребованы при постройке бомбардировщика Р.46.
Вторая модификация P.43A, разработанная под руководством инженера Генриха Малиновского, оказалась намного удачнее. Это был чисто экспортный вариант, на который планировалось установить двигатель Gnome-Rhone мощностью 930 л. с. Весной 1936 года прошёл испытания опытный образец Р.23В с подобной силовой установкой, показавший хорошие результаты. Планируя серийное производство, конструкторы решили отказаться от мотокапота сложной формы, заменив его на более простой и технологичный. Наступательное вооружение усилили до двух 7,92-мм пулемётов, но в остальном этот самолёт не отличался от Р.23. Он был просто в эксплуатации, а по лётным показателям он немного превосходил советский разведчик Р-10.

## Экспорт
Первый заказ на самолёты P.43A оформили в Болгарии. К концу 1937 года туда попали 12 бомбардировщиков, после чего Болгария заказала ещё 36 самолётов P.43B, оснащённых моторами Gnome-Rhone 14N-01 мощностью 980 л. с. Заказ вскоре увеличился до 42 самолётов к лету 1939 года, но в марте поляки конфисковали всю партию, ссылаясь на осложнившуюся обстановку на границе с Германией. Болгары были недовольны и потребовали от поляков немедленно вернуть им самолёты. В итоге после долгих уговоров 33 самолёта отправили болгарам. Девять остались на аэродромах Польши.

## Военная служба
Девять самолётов P.43B поляки планировали ввести в строй как можно скорее и испытать во время войны, но упоминаний о вылетах самолётов не сохранилось. В итоге де-факто полякам не удалось ввести самолёты в строй, зато немцы в конце 1939 года отремонтировали все захваченные самолёты и сделали их учебными бомбардировщиками.
Болгарские бомбардировщики в войне также не участвовали, но сыграли положительную роль, на некоторое время составив костяк штурмовой авиации. Эти бомбардировщики в конце 1939 года вошли в состав 1-й армейской группы трехэскадрильного состава, в которой также находилось 11 тренировочных самолётов. Некоторое время они находились в резерве, а с 1942 года польские Р.43 перевели в авиашколы, заменив их немецкими пикирующими бомбардировщиками Ju.87D-5.

## Тактико-технические характеристики
Приведенные характеристики соответствуют модификации P.43B.
Источник данных: Cynk, 1975.

Технические характеристики
- Экипаж: 2 (пилот и наблюдатель)
- Длина: 9,95 м
- Размах крыла: 13,95 м
- Высота: 3,3 м
- Площадь крыла: 26,8 м²
- Колея шасси: 3,1 м
- Масса пустого: 2200 кг
- Нормальная взлётная масса: 3100 кг - 3300 кг (разведка)
- Максимальная взлётная масса: 3525 кг
- Объём топливных баков: 740 л
- Силовая установка: 1 × радиальный 14-цилиндровый Gnôme-Rhône 14NO1
- Мощность двигателей: 1 × 970 л. с. (1 × 723 кВт)
- Воздушный винт: трёхлопастной Gnôme-Rhône

Лётные характеристики
- Максимальная скорость: 365 км/ч на 4000 м
  - у земли: 300 км/ч
- Практическая дальность: 1400 км
- Практический потолок: 8500 м
- Время набора высоты: 4000 м за 12 мин
- Нагрузка на крыло: 130 кг/м²
- Тяговооружённость: 204 Вт/кг (3,6 кг/л. с.)

Вооружение
- Стрелково-пушечное:  
  - наступательное: 2 × 7,7 мм пулемёта KM Wz 36 с 600 патр. каждый в фюзеляже
  - оборонительное: 2 × 7,7 мм пулемёта Vickers F [1]с 600 патр. каждый сверху и снизу фюзеляжа
- Боевая нагрузка: 700 кг
- Бомбы: 6 × 114 кг бомбы или 6 × 100 кг или 8 × 50 кг или 24 × 12,5 кг

|                                 |                           |                                                   |                             |                       |
|                                 | Ju 87A                    | Ju 87B                                            | PZL.43 Czajka               | Р-10                  |
|                                 |                           |                                                   |                             |                       |
| Производился                    | 1936-1938                 | 1938-1941                                         | 1937-1939                   | 1937-1940             |
| Класс                           | пикирующий бомбардировщик | пикирующий бомбардировщик                         | лёгкий бомбардировщик       | лёгкий бомбардировщик |
| Длина                           | 10,8 м                    | 11,1 м                                            | 9,95 м                      | 9,40 м                |
| Размах крыла                    | 13,8 м                    | 13,8 м                                            | 13,95 м                     | 12,2 м                |
| Высота                          | 3,9 м                     | 3,9 м                                             | 3,3 м                       | 3,80 м                |
| Площадь крыла                   | 31,90 м²                  | 31,90 м²                                          | 26,8 м²                     | 26,8 м²               |
| Вес пустого                     | 2273 кг                   | 2760 кг                                           | 2200 кг                     | 2135 кг               |
| Максимальный вес                | 3324 кг                   | 4400 кг                                           | 3525 кг                     | 3200 кг               |
|                                 |                           |                                                   |                             |                       |
| Двигатель                       | Junkers Jumo 210D         | Junkers Jumo 211А1                                | Gnôme-Rhône 14NO1           | М-25В                 |
| Максимальная мощность           | 720 л. с.                 | 1000 л. с.                                        | 970 л. с.                   | 730 л. с.             |
| Максимальная мощность           | 530 кВт                   | 736 кВт                                           | 723 кВт                     | 540 кВт               |
| Максимальная скорость           | 310 км/ч                  | 383 км/ч                                          | 365 км/ч                    | 370 км/ч              |
| Максимально допустимая скорость | 550 км/ч                  | 600 км/ч                                          |                             |                       |
| Дальность                       | 800 км                    | 600 км                                            | 1400 км                     | 1300 км               |
|                                 |                           |                                                   |                             |                       |
| Потолок                         | 9430 м                    | 8000 м                                            | 8500 м                      | 7000 м                |
| Скороподъёмность                |                           | 3000 м за 8,8 мин.                                | 4000 м за 12 мин            | 3000 м за 8 мин       |
| Курсовое вооружение             | 1×7.92 мм MG 17           | 2×7.92 мм MG 17                                   | 2×7,7 мм пулемёта KM Wz 36  | 2 х 7,62 мм ШКАС      |
| Оборонительное вооружение       | 1×7.92 мм MG 15           | 1×7.92 мм MG 15                                   | 2×7,7 мм пулемёта Vickers F | 1 х 7,62мм ШКАС       |
| Максимальная бомбовая нагрузка  | 500 кг                    | 700 кг                                            | 700 кг                      | 400 кг                |
| Стандартная бомбовая нагрузка   | 1×250 кг (под фюзеляж)    | 1×250/500 кг (под фюзеляж) + 4×50 кг (под крылом) | 6×100 кг                    | 6×50 кг               |